# 哈维·曼斯菲尔德

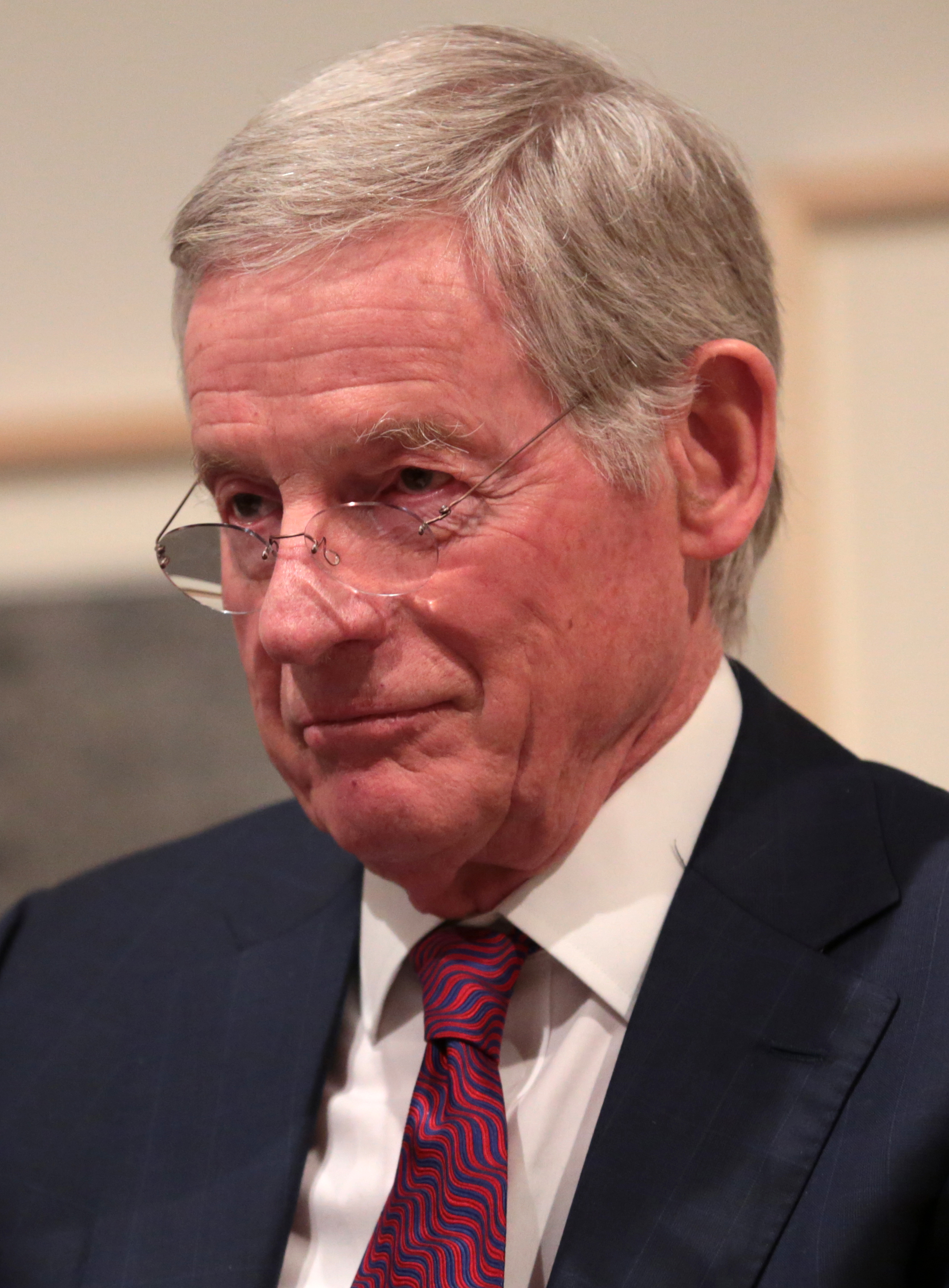
2017年的曼斯菲爾德

小哈维·克拉夫林·曼斯菲尔德（英語：Harvey Claflin Mansfield Jr.，1932年3月21日—）是哈佛大学政府学系教授，施特劳斯学派的重要人物之一。1961年获得哈佛大学博士学位，1962年留教执教至今。
曼斯菲尔德主要致力于宪政理论和政治哲学研究，其研究的思想家包括亚里士多德、马基雅维利、托克维尔、埃德蒙·伯克等。

## 个人背景
哈维·曼斯菲尔德是老哈维·曼斯菲尔德（Harvey Mansfield Sr.：哥伦比亚大学Ruggles公共法律和政府荣休教授）的儿子。1949年小曼斯菲尔德进入哈佛大学学习，1953年获得学士学位，1961年获得博士学位。

## 政治哲学
曼斯菲尔德认为：“我所理解的政治哲学，不单单是提供哲学答案，更是提出哲学问题，尽管哲学的问与答是自然地相辅相成的。这正是政治哲学与旨在提供解决方案的政治理论的区别所在。政治理论不具有与政治哲学相同的永恒性，因为后者关注的是哲学问题，而那些问题是永久性的，将永远伴随我们。这并不是说不存在解决方案；这也不是说，即使有解决方案的话，也会有不止一个，因而问题还是继续存在的。为了获得解决方案，人们经常坚持要得到明晰的结果。政治理论更容易理解，因为它旨在让所有人都能够理解，但尤其是让处在某个特定时期的人能够理解。可以说，政治理论可以被替代，但政治哲学永存。”

## 个人著作
- 《驯化君主》
- 《男性气概》